# Zorea, Rozivka
Zorea (în ucraineană Зоря, în germană Ludwigstal) este localitatea de reședință a comunei Karla Libknehta din raionul Rozivka, regiunea Zaporijjea, Ucraina. Satul a fost locuit de germanii pontici.  

## Demografie
Componența lingvistică a localității Zorea
     Ucraineană (90,84%)
     Rusă (9,16%)
Conform recensământului din 2001, majoritatea populației localității Zorea era vorbitoare de ucraineană (90,84%), existând în minoritate și vorbitori de rusă (9,16%).